# Marquard Ludwig von Printzen
Marquard Ludwig von Printzen, född den 14 april 1675 i Berching, död den 8 november 1725 i Berlin, var en tysk friherre och statsman.
von Printzen var 1698-1701 preussisk envoyé i Ryssland, med undantag av en beskickning till Kassel under en kortare tid 1699-1700, och blev 1705 verkligt geheime-, stats- och krigsråd. Åren 1705-1707 skickades han fyra gånger till svenska högkvarteret i Polen och Sachsen att arbeta för bland annat en allians mellan Sverige, Preussen och Hannover till protestanternas skydd samt för att utverka åt Preussen Elbing, Ermeland med mera. Alliansen kom aldrig till stånd, men Preussen erkände Karl XII:s skyddsling Stanislaus Leszczynski som kung i Polen, och Karl XII erkände Preussens rätt till Elbing. von Printzen, som sedermera beklädde en mängd olika ämbeten inom den högsta förvaltningen, var därjämte överhovmarskalk (1712) och kabinettsminister (1713).